# Antonin (Miąskowo)
Antonin – przysiółek wsi Miąskowo w Polsce, położony w województwie wielkopolskim, w powiecie średzkim, w gminie Krzykosy.
W latach 1975–1998 przysiółek administracyjnie należał do województwa poznańskiego.